# كأس رئيس الاتحاد الآسيوي 2007
كأس رئيس الاتحاد الآسيوي 2007 (بالإنجليزية: 2007 AFC President's Cup)‏ هو موسم من كأس رئيس الاتحاد الآسيوي. شارك فيه  8 فريقاً، وفاز فيه نادي دوردوي بيشكك.